# Ченак
Ченак (рум. Cenac) — село в Молдові в Чимішлійському районі. Утворює окрему комуну.